# 阿尔丹 (德塞夫勒省)
阿尔丹（法語：Ardin，法語發音：[aʁdɛ̃]）是法国德塞夫勒省的一个市镇，属于帕尔特奈区。

## 地理
阿尔丹（46°28'28"N, 0°33'28"W）面积29.59 平方千米，位于法国新阿基坦大区德塞夫勒省，该省份为法国西部内陆省份，北起曼恩-卢瓦尔省，西接旺代省，南至夏朗德省和滨海夏朗德省，东临维埃纳省。
与阿尔丹接壤的市镇（或旧市镇、城区）包括：欧蒂兹河畔库隆日、弗尼乌、皮阿尔迪、圣蓬潘、维利耶昂普莱讷、伯尼翁-蒂勒伊。

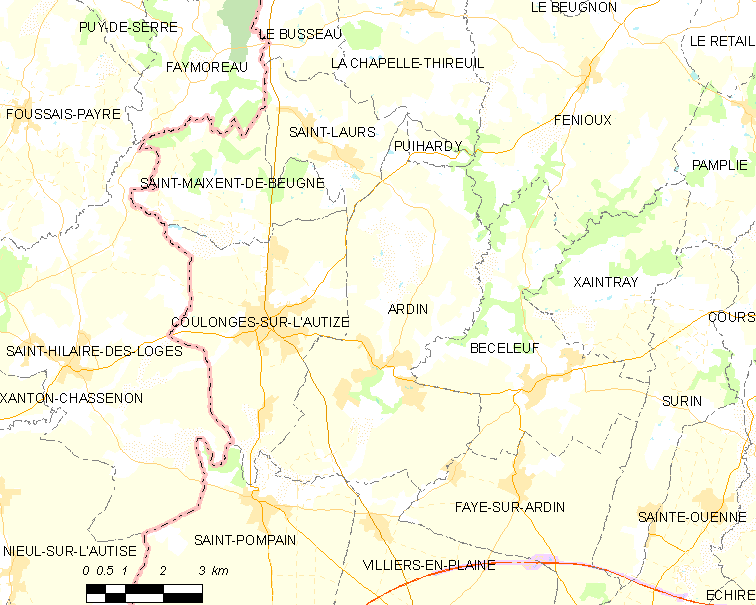
的OSM定位图

阿尔丹的时区为UTC+01:00、UTC+02:00（夏令时）。

## 行政
阿尔丹的邮政编码为79160，INSEE市镇编码为79012。

## 政治
阿尔丹所属的省级选区为欧蒂兹-埃格赖县。

## 人口

1962-2008年间人口变化图示

阿尔丹于2022年1月1日时的人口数量为1249人。